# 点ごと
数学において，点ごと（てんごと）ということばは，ある性質がある関数 f の各値 f(x) を考えることによって定義されることを指し示すために用いられる．点ごとの概念の重要なクラスは点ごとの演算である，つまり，関数に演算を関数の値に定義域の各点に対して別々に適用することによって定義される演算である．重要な関係もまた点ごとに定義できる．

## 点ごとの演算
以下のような例がある．
(f + g)(x) = f(x) + g(x)　（点ごとの加法）
(f ⋅ g)(x) = f(x) ⋅ g(x)　（点ごとの乗法）
(λf)(x) = λ ⋅ f(x)　（点ごとのスカラー乗法）
ただし f, g: X → R.
点ごとの積，スカラーを参照．
点ごとの演算は終域上の対応する演算から結合性，可換性，分配性などの性質を引き継ぐ．点ごとでない関数の演算の例は畳み込みである．
R の代わりに代数的構造 A をとることで，X から A への関数全体の集合を類似の方法で同じタイプの代数的構造にすることができる．

## 成分ごとの演算
成分ごとの演算は通常ベクトルに定義され，ここでベクトルはある自然数 n とある体 K に対して集合 Kn の元である．ベクトル v の i 番目の成分を vi と書けば，成分ごとの加法は (u + v)i = ui + vi である．
タプルは関数と見ることができ，ベクトルはタプルである．したがって，任意のベクトル v は f(i) = vi なる関数 f: n → K に対応し，ベクトルの任意の成分ごとの演算はそれらのベクトルに対応する関数の点ごとの演算である．

## 点ごとの関係
順序理論において関数の点ごとの半順序を定義することが一般的である．A, B を半順序集合として，関数 A → B 全体の集合は，すべての x ∈ A に対して f(x) ≤ g(x) であるときに f ≤ g とすることで順序付けられる．点ごとの順序は半順序集合のいくつかの性質を受け継ぐ．例えば A と B が連続束であれば，関数 A → B 全体の集合も点ごとの順序で連続束である．関数の点ごとの順序を用いて，他の重要な概念を簡潔に定義できる，例えば：
- 半順序集合 P 上の閉包演算子（英語版）は P 上の単調かつ冪等な自己写像（すなわち射影作用素（英語版））であってさらに idA ≤ c なるものである，ただし id は恒等写像である．
- 同様に，射影作用素 k が核作用素であることは，k ≤ idA であることと同値である．

無限項の点ごとの関係の例は関数の各点収束である――関数列
{\displaystyle \{f_{n}\colon X\to Y\}_{n=1}^{\infty }}
が関数 f に各点収束するとは，X の各元 x に対して
{\displaystyle \lim _{n\rightarrow \infty }f_{n}(x)=f(x)}
となることをいう．